# 김선미 (1961년)
김선미(金善美, 1961년 3월 20일~)는 대한민국의 정치인이다. 제17대 국회의원을 지냈다.
경기도 광주에서 출생했다. 숙명여자대학교를 졸업하고 약사로 근무했다. 경기도 안성에서 제16대 국회의원을 지낸 심규섭의 부인으로, 남편이 2002년 1월에 돌연사하자 그 해 8월 8일에 있었던 보궐선거에서 새천년민주당의 후보로 한나라당의 3선 거물 이해구와 맞붙어 패배한 것으로 정치계에 데뷔했고, 2004년 제17대 총선에서 탄핵 역풍에 편승해 이해구에게 설욕하면서 원내에 진입한다. 2007년 제17대 대통령 선거 직전 참주인연합에 입당하여 대표가 되었으나, 대선 패배 후, 2008년에 치러진 제18대 국회의원 선거에 불출마하였다. 2008년 9월~2010년 9월 대한장애인조정연맹 초대 회장을 지냈다.

## 학력
- 1980년 한성여자고등학교 졸업
- 1984년 숙명여자대학교 약학 학사
- 1987년 숙명여자대학교 대학원 약학 석사

## 경력
- 1982년: 숙명여자대학교 약학대학 약학과 학생회장
- 1983년: 유한양행 중앙연구소 제제연구실 연구원
- 1991년: 한국청년지도자연합회 부인회 회장
- 1997년: 경문대학 환경공업학과 전임강사
- 2002년: 새천년민주당 안성지구당 위원장
- 2002년: 제16대 대통령 선거 새천년민주당 안성지구당 선거대책위원장
- 2003년: 열린우리당 중앙위원
- 2003년: 열린우리당 국민참여운동본부 본부장
- 2003년: 열린우리당 보건특별위원회 위원장
- 2004년: 제17대 국회의원(안성시, 열린우리당)
- 2004년: 열린우리당 원내부대표
- 2007년: 열린우리당을 흡수한 대통합민주신당 탈당, 초대 참주인연합 대표(2007년 9월 28일~2008년 3월 12일)
- 2008년: 참주인연합 탈당, 무소속 국회의원
- 2008년: 대한장애인조정연맹 초대 회장[2](2010년 퇴임)
- 2011년: 한나라당 스포츠행정특임위원
- 2012년: 새누리당 스포츠복지행정특임위원(2012년 퇴임)
- 2013년: 민주당 스포츠복지행정위원
- 2014년: 새정치민주연합 스포츠문화복지행정위원
- 2015년: 더불어민주당 스포츠과학행정위원

## 가족
- 배우자: 심규섭
- 자녀: 1남 1녀[3]

## 역대 선거 결과
|  | 46.05% |

|  | 50.89% |

|  | 41.26% |

## 같이 보기
- 심규섭
- 정근모